# 高乐雅
高乐雅（英語：Gloria Jean's Coffees），1979年由高乐雅·琼·克维托克于美国芝加哥创立，在澳大利亚迅速发展并占领市场，目前是澳大利亚最大的咖啡连锁品牌，也是世界第五大咖啡连锁品牌。

## 历史

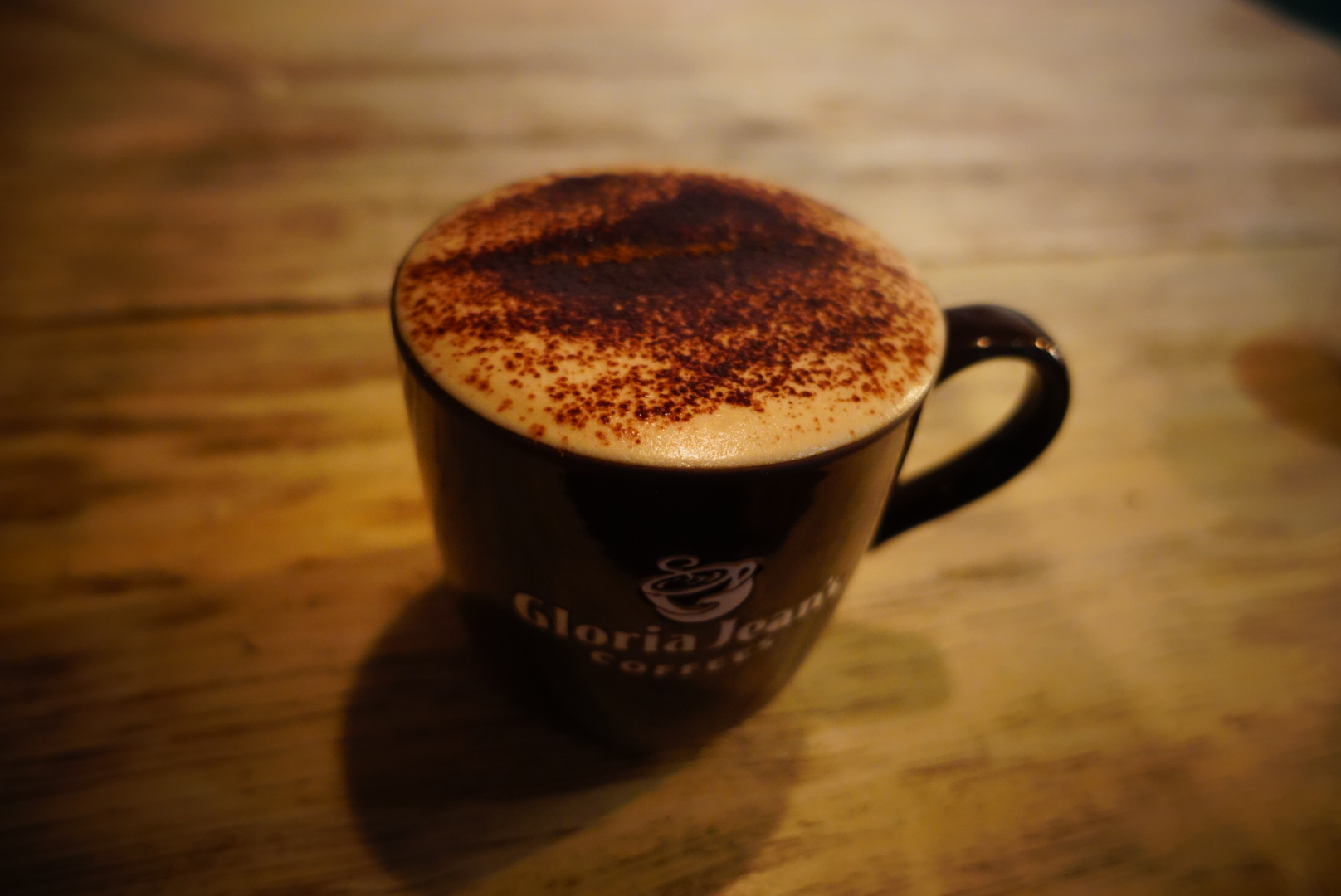
一杯来自高乐雅咖啡天津大学店的卡布奇诺

1979年，高乐雅·琼·克维托克在美国芝加哥创立高乐雅咖啡。1991年起，高乐雅连续五年登上《企业家》杂志的美国美味咖啡榜单第1名，高乐雅咖啡因此开始变得知名。
2012年，狗不理集团开始就收购高乐雅咖啡公司进行谈判，但最终2014年10月，高乐雅咖啡品牌被澳大利亚零售食品集团收购。12月25日，狗不理集团获得高乐雅品牌在中国大陆唯一永久的品牌使用权，高乐雅进入中国大陆市场。